# Bonus Army
Pour les articles homonymes, voir Bonus.

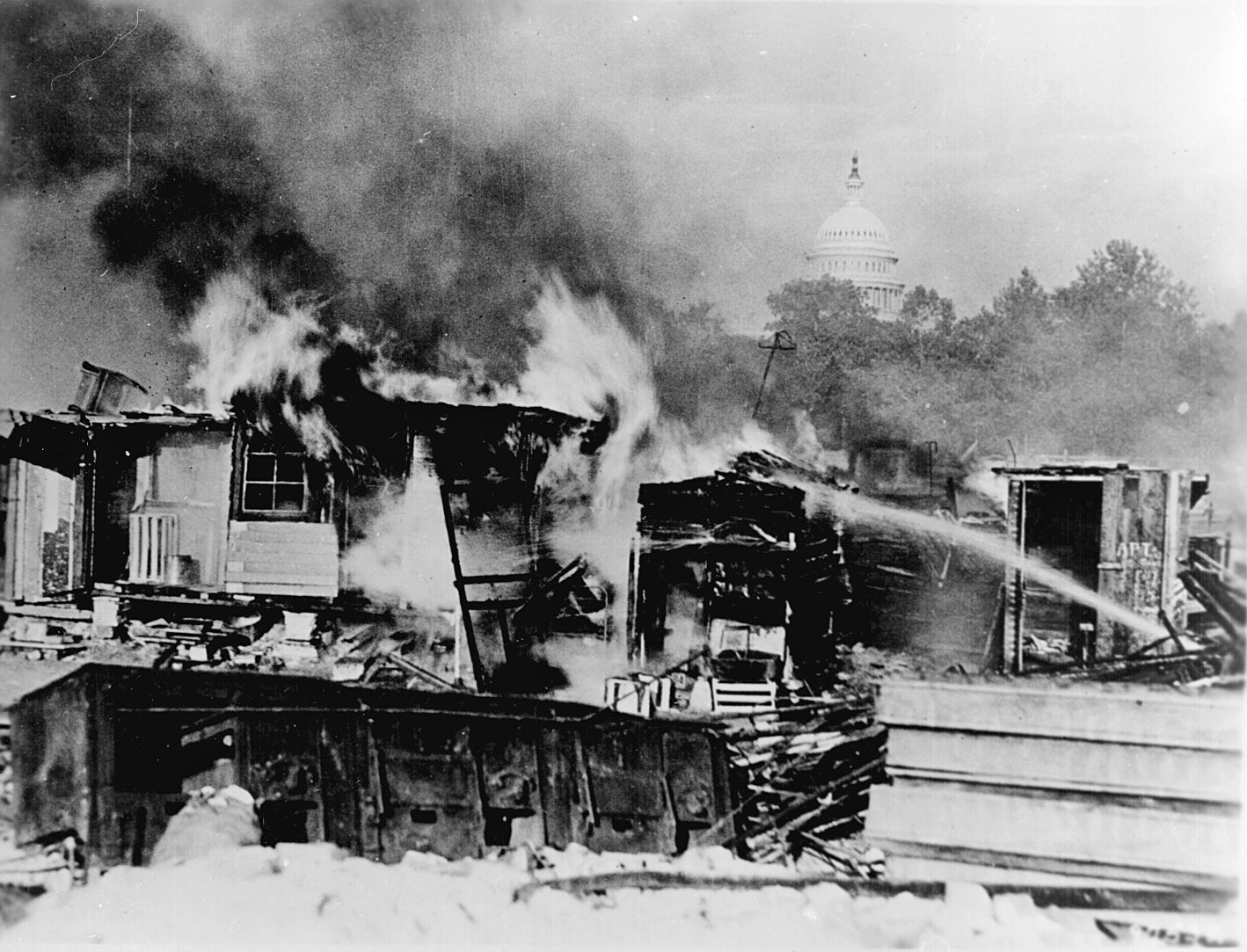
Campement de la Bonus Army en feu à Washington, D.C. après l'affrontement avec l'armée (1932)

La Bonus Army, aussi nommée Bonus March ou Bonus Expeditionary Force, était un rassemblement d'environ 20 000 vétérans américains de la Première Guerre mondiale qui manifestèrent du printemps jusqu'à l'été 1932 pour demander le paiement immédiat de primes.
Accompagnés de leur famille, les anciens militaires se réunirent à Washington avec le sergent Walter W. Waters à leur tête et furent encouragés par le major général Smedley Butler, l'une des figures militaires populaires de l'époque. Les manifestants demandaient une révision de l'Adjusted Service Certificate Law, votée en 1924, qui devait octroyer une prime aux vétérans après une période de 20 ans. À la suite de la Grande Dépression, les réalités économiques étaient telles que la plupart des anciens combattants n'avaient pas un revenu suffisant pour vivre et que l'octroi de ce « bonus » était urgent.
Deux vétérans furent tués par balles dans les affrontements du 28 juillet avec la police, et le maintien de l'ordre ne semblait plus possible. Le président Herbert Hoover ordonna aux troupes fédérales d'intervenir. Le rassemblement fut réprimé par l'armée dirigée par Douglas MacArthur, une opération possible en vertu du Posse Comitatus Act, qui autorisait l'intervention de l'armée dans la capitale. Avec l'aide de la police et de l'armée, le camp fut détruit. Du gaz lacrymogène fut employé afin de disperser les manifestants, mais cette décision se solda par la mort par asphyxie de deux enfants. Le bilan final fut lourd avec plus de 1 000 blessés et l'opinion publique fut critique vis-à-vis des décisions politiques et de la répression militaire.
Le gouvernement resta inflexible. Le symbole en fut la rencontre entre Joe Angelo et George Patton, qui avait été sauvé en 1918 par ce vétéran, mais Patton, le fonctionnaire impassible, refusa de le reconnaitre : « Je ne connais pas cet homme. Emmenez-le, et ne lui permettez en aucun cas de revenir. » Mais en aparté, il explique à ses collègues qu'Angelo « m'a traîné dans un trou d'obus sous le feu ennemi (...) Vous imaginez la une de l'actualité si les journaux ont vent de notre rencontre ici ce matin ? »
La Bonus Army se réunit à nouveau une année plus tard. Cessera finalement sous le mandat du président suivant, Franklin Roosevelt, que le « bonus » devint une réalité à partir de 1936.